# According to Their Lights
According to Their Lights è un cortometraggio muto del 1915 scritto e diretto da Eugene Nowland

## Produzione
Il film fu prodotto dalla Edison Company.

## Distribuzione
Distribuito dalla General Film Company, il film - un cortometraggio in due bobine - uscì nelle sale cinematografiche USA il 28 maggio 1915.